# Allofon
En allofon (gr. ἄλλος allos "anden" + φωνή phōnḗ "lyd") er en variant af et fonem, der er begrænset til en særlig kontekst.
I fonetik er en allofon en eller flere beslægtede sproglyde, der hører til samme fonem.
En sproglyd er en lyd, der opfattes som en specifik udtale, mens et fonem, hvis det ændres, kan ændre betydningen. Allofoner er altså varianter i udtale, der i sammenhængen ikke ændrer på det opfattede fonem og således ikke er betydningsadskillende.
| Sprog | Spire Denne artikel om sprog er en spire som bør udbygges. Du er velkommen til at hjælpe Wikipedia ved at udvide den. |